# Kati Tolmoff
Kati Tolmoff (ur. 3 grudnia 1983 w Tartu) – estońska badmintonistka. Uczestniczka Letnich Igrzysk Olimpijskich 2008.